# Elsie Goldsack
Pour les articles homonymes, voir Goldsack et Pittman.
Elsie Goldsack (née le 21 janvier 1904 à Lewisham et décédée le 28 mars 1975) est une joueuse de tennis britannique active au cours de l'entre-deux-guerres. Elle est aussi connue sous son nom de femme mariée, Elsie Goldsack-Pittman.
En 1937, elle a atteint la finale du double-dames du tournoi de Wimbledon.

## Palmarès (partiel)

### Finale en double dames
| No | Date       | Nom et lieu du tournoi      | Catégorie | Surface      | Vainqueures                  | Partenaire   | Score    |          |
| -- | ---------- | --------------------------- | --------- | ------------ | ---------------------------- | ------------ | -------- | -------- |
| 1  | 21/06/1937 | The Championships Wimbledon | G. Chelem | Gazon (ext.) | Simonne Mathieu Billie Yorke | Phyllis King | 6-3, 6-3 | Parcours |

## Parcours en Grand Chelem (partiel)
Si l’expression « Grand Chelem » désigne classiquement les quatre tournois les plus importants de l’histoire du tennis, elle n'est utilisée pour la première fois qu'en 1933, et n'acquiert la plénitude de son sens que peu à peu à partir des années 1950.

### En simple dames
| Année | Championnat d'Australasie Championnat d'Australie | Championnat d'Australasie Championnat d'Australie | Internationaux de France | Internationaux de France | Wimbledon       | Wimbledon       | US National | US National |
| 1925  | -                                                 | -                                                 | -                        | -                        | 3e tour (1/8)   | Suzanne Lenglen | -           | -           |
| 1926  | -                                                 | -                                                 | -                        | -                        | 1er tour (1/32) | Cornelia Bouman | -           | -           |
| 1927  | -                                                 | -                                                 | -                        | -                        | 4e tour (1/8)   | Helen Wills     | -           | -           |
| 1928  | -                                                 | -                                                 | -                        | -                        | 2e tour (1/32)  | Helen Wills     | -           | -           |
| 1929  | -                                                 | -                                                 | 2e tour (1/16)           | Irmgard Rost             | 1/2 finale      | Helen Wills     | -           | -           |
| 1930  | -                                                 | -                                                 | -                        | -                        | 3e tour (1/16)  | Joan Ridley     | -           | -           |
| 1931  | -                                                 | -                                                 | -                        | -                        | 3e tour (1/16)  | Helen Jacobs    | -           | -           |
| 1932  | -                                                 | -                                                 | -                        | -                        | 4e tour (1/8)   | Eileen Bennett  | -           | -           |
| 1933  | -                                                 | -                                                 | -                        | -                        | 2e tour (1/32)  | Ruth Armstrong  | -           | -           |
| 1934  | -                                                 | -                                                 | -                        | -                        | 2e tour (1/32)  | E. Harvey       | -           | -           |
| 1935  | -                                                 | -                                                 | -                        | -                        | 2e tour (1/32)  | Joan Ingram     | -           | -           |
| 1936  | -                                                 | -                                                 | -                        | -                        | 3e tour (1/16)  | Gaby Curtis     | -           | -           |
| 1937  | -                                                 | -                                                 | -                        | -                        | 3e tour (1/16)  | Phyllis King    | -           | -           |
| 1939  | -                                                 | -                                                 | -                        | -                        | 1er tour (1/64) | Rita Jarvis     | -           | -           |

À droite du résultat, l’ultime adversaire.

### En double dames
| Année | Championnat d'Australie | Championnat d'Australie | Internationaux de France   | Internationaux de France | Wimbledon                   | Wimbledon                  | US National | US National |
| 1928  | -                       | -                       | -                          | -                        | 1er tour (1/32) Joan Ridley | Effie Hemmant Reid-Thomas  | -           | -           |
| 1929  | -                       | -                       | 1/4 de finale Joan Ridley  | Sylvie Jung S. Mathieu   | 2e tour (1/16) Dorothy Shaw | J. Russell C. Tyrrell      | -           | -           |
| 1930  | -                       | -                       | -                          | -                        | 2e tour (1/16) Joan Ridley  | J. Russell C. Tyrrell      | -           | -           |
| 1931  | -                       | -                       | 1er tour (1/16) Nancy Lyle | Lilí Álvarez S. Mathieu  | 1/4 de finale Joan Ridley   | Kitty McKane Dorothy Round | -           | -           |
| 1932  | -                       | -                       | -                          | -                        | 1/4 de finale Joan Ridley   | P. Holcroft E. Harvey      | -           | -           |
| 1933  | -                       | -                       | -                          | -                        | 1/2 finale Joan Ridley      | S. Mathieu E. Ryan         | -           | -           |
| 1934  | -                       | -                       | -                          | -                        | 2e tour (1/16) Joan Ridley  | Nell Hall Phyllis Carr     | -           | -           |
| 1935  | -                       | -                       | -                          | -                        | 3e tour (1/8) Billie Yorke  | Doris Metaxa Josane Sigart | -           | -           |
| 1936  | -                       | -                       | -                          | -                        | 2e tour (1/16) M. Whitmarsh | Sarah Fabyan Helen Jacobs  | -           | -           |
| 1937  | -                       | -                       | -                          | -                        | Finale Phyllis King         | S. Mathieu Billie Yorke    | -           | -           |
| 1938  | -                       | -                       | -                          | -                        | 3e tour (1/8) Phyllis King  | Sarah Fabyan Alice Marble  | -           | -           |
| 1939  | -                       | -                       | -                          | -                        | 1er tour (1/32) Nancy Lyle  | Audrey Wright Freda Scott  | -           | -           |

Sous le résultat, la partenaire ; à droite, l’ultime équipe adverse.

### En double mixte
| Année | Championnat d'Australie | Championnat d'Australie | Internationaux de France | Internationaux de France | Wimbledon | Wimbledon | US National | US National |
| 1929  | -                       | -                       | 1/2 finale Ian Collins   | Helen Wills F. Hunter    | -         | -         | -           | -           |

Sous le résultat, le partenaire ; à droite, l’ultime équipe adverse.